# Козловичі
Козловичі (словен. Kozloviči) — поселення в общині Копер, Регіон Обално-крашка, Словенія. Висота над рівнем моря: 274,6 м.